# Elias Hrawi
Elias Hrawi (4 de setembro de 1925 — 7 de julho de 2006) foi um advogado e político cristão maronita  foi Presidente do Líbano de 1989 a 1998. Ele foi eleito em 24 de novembro de 1989, dois dias após a tentativa de assassinato de René Moawad, que estava no cargo apenas 17 dias. Quando seu mandato terminou em 1995, a Assembleia Nacional alterou a constituição libanesa para permitir que Hrawi permaneça no cargo por mais três anos.

## Vida
Hrawi nasceu em Hawch al-Umara, perto de Zalé, na planície de Bekaa, em uma família maronita que possuía terras. Ele se formou na Université Saint-Joseph em Beirute. Ele fundou uma empresa de exportação de frutas e comercializou principalmente com parceiros de negócios suíços. Quando seu negócio de exportação foi destruído pela guerra civil libanesa, que durou de 1975 a 1990, ele passou a importar petróleo.
Como chefe de uma conhecida família de políticos, Hrawi sucedeu seus irmãos George e Joseph quando foi eleito para a Assembleia Nacional em 1972. De 1980 a 1982, foi Ministro de Obras Públicas do presidente Elias Sarkis e do primeiro-ministro Shafik Wazzan. Ele se concentrou na construção de pontes e rodovias para conectar todas as regiões do país.
Durante sua presidência, as emendas constitucionais após os Acordos de Taife caíram, o que deu aos muçulmanos mais poder e influência do que antes. Em 13 de outubro de 1990, com o apoio do Exército Sírio, ele forçou o General Michel Aoun, que liderava um governo rival, a renunciar para iniciar a reconstrução do Líbano. Em 22 de maio de 1991, ele assinou um tratado com a Síria no qual o Líbano prometia que não permitiria o uso de seu território contra os interesses sírios.
Os libaneses estão divididos em Hrawi. Alguns admiram sua determinação em dissolver a milícia e acabar com a guerra civil que dilacerou o país por 15 anos. Ele era respeitado por sua convicção de longa data de que a lealdade à nação deveria ter precedência sobre os interesses sectários e por promover a coexistência pacífica entre grupos religiosos no Líbano. Outros, no entanto, o acusaram de inconsistência, já que ele dissolveu todas as milícias cristãs e muçulmanas, mas não o Hezbollah, uma milícia xiita fundamentalista. Seus críticos também apontam que ele era um forte defensor dos interesses sírios e que o acordo de cooperação transformou o Líbano em uma colônia síria. Ele também foi criticado pela emenda constitucional que estendeu seu mandato por três anos; O ex-presidente Amine Gemayel agora está dizendo que tais coisas minam o delicado tecido constitucional da nação, e mais tarde outros o acusaram de abrir o precedente para seu sucessor, Émile Lahoud, para aumentar de forma semelhante seu mandato em três anos a pedido da Síria estendido .
Hrawi era casado com Mona Jammal e tinha três filhos (George, Roy e Roland) e duas filhas (Rina e Zalfa). Ele morreu no hospital da Universidade Americana de Beirute (AUB) de câncer.